# Spencer Sutherland
Spencer Sutherland (* 31. August 1992 in Pickerington, Ohio) ist ein US-amerikanischer Singer-Songwriter sowie Schauspieler.

## Karriere
Sutherland wurde im August 1992 in Pickerington, Ohio, geboren. Er veröffentlichte 2013 mit Heartstrings seine erste Single.
2017 nahm Sutherland an der 14. Staffel der britischen Castingshow The X Factor teil. Er schied in der ersten Liveshow als 16. Platzierter aus der Show aus.
An der Seite von Victoria Justice und Midori Francis war Sutherland 2021 in dem Netflix-Film Gibt es ein Leben nach der Party? als Koop zu sehen. Zusammen mit Justice nahm er für den Film das Lied Home auf. Außerdem steuerte er die Songs Blush, Drive und One Look bei. Ebenfalls 2021 wird er eine Nebenrolle in der Prime Video Horror-Fernsehserie Ich weiß, was du letzten Sommer getan hast übernehmen.
Am 5. August 2024 kündigte Sutherland sein neues Album „The Drama“ an, welches am 4. Oktober 2024 veröffentlicht wurde. Der namensgebende Song „Drama“ wurde am Tag der Albumankündigung veröffentlicht.
Seit Oktober 2015 ist er in einer Beziehung mit dem Model und Schauspielerin Madison Iseman.

## Diskografie
Album
- 2019: NONE of this has been about you
- 2021: Afterlife of the Party (Music from the Netflix Film)
- 2024: The Drama

Singles
- 2013: Heartstrings
- 2015: Bad Influence
- 2016: Girls
- 2017: Selfish
- 2018: Talk
- 2018: Tell Me
- 2018: Fine
- 2019: Sweater
- 2019: None of this has been about you
- 2019: Freaking Out

## Filmografie
- 2017: Still the King (Fernsehserie, Episode 2x04)
- 2020: Vote for Love (Internet-Serie)
- 2021: Gibt es ein Leben nach der Party? (Afterlife of the Party)
- 2021: Ich weiß, was du letzten Sommer getan hast (I Know What You Did Last Summer, Fernsehserie)